# 瓜伊曼戈
瓜伊曼戈（西班牙語：Guaymango），是薩爾瓦多的城鎮，位於該國西部，由阿瓦查潘省負責管轄，面積60.23平方公里，海拔高度337米，2007年人口19,775，人口密度每平方公里328.32人。
13°45′N 89°50′W / 13.750°N 89.833°W